# Marie-José (prénom)
Pour les articles homonymes, voir Marie-José, Marie et José.
Cette page présente le prénom Marie-José ainsi que ses variantes.
Marie-José est un prénom composé féminin (formé à partir de Marie et de Joseph), fêté le 15 août. Il a pour origine Marie-Josèphe, et pour variantes Marie-Joséphine, Marie-Josée, etc.

## Personnalités portant ce prénom

### Saintes chrétiennes
- María Josefa Rosello († 1880), sainte italienne, fondatrice d'une congrégation de religieuses : les Filles de Notre-Dame de Miséricorde ; fêtée le 7 décembre.

### Souveraines, princesses et archiduchesses
- Marie-Joséphine de Savoie, reine de France en tant qu'épouse de Louis XVIII.
- Marie-Josèphe de Saxe, dauphine de France.
- Marie-José de Belgique, reine d'Italie.

### Autres personnalités portant ce prénom
- Marie-José Pérec, athlète française.
- Marie-José Nat, actrice française.
- Pour l'ensemble des articles sur les personnes portant ce prénom, consulter :
  - la liste des articles dont le titre commence par ce prénom
  - les listes produites par Wikidata : Liste des personnes de prénom « Marie-José » — même liste en incluant les éventuels prénoms composés qui contiennent « Marie-José ».